# Euconocephalus remotus
Euconocephalus remotus es una especie de saltamontes longicornios de la subfamilia Conocephalinae. Fue descrita en 1869 por Francis Walker y es endémica del Archipiélago de Hawái.